# Umweltindikator
Ein Umweltindikator ist ein methodisches Konstrukt, das auf messbare Ersatzgrößen (Indicans) zurückgreift, um einen ansonsten schwer greifbaren Umwelt-Sachverhalt (das Indicandum) zu beschreiben.

## Definitionsansätze
Für den Begriff Umweltindikator sind in den vergangenen Jahren eine Reihe leicht voneinander abweichender Definitionen entwickelt worden.
- „Unter einem Indikator versteht man im Allgemeinen eine Kenngröße, die der Beschreibung des Zustandes eines Systems dient.“ (Walz et al. 1997)
- Indikatoren sind vergleichsweise leicht erfassbare, aussagekräftige Leitgrößen für ansonsten schwer zu charakterisierende Gesamtsysteme, z. B. Ökosysteme oder Landschaften. (vgl. Bastian & Scheiber 1999)
- „Indikatoren sind prinzipiell Kenngrößen (z. B. physikalische Größen, Anteilswerte, ...), die den Zustand eines größeren, oft komplexen Systems repräsentativ abbilden bzw. veranschaulichen sollen.“ (ICLEI 1998)
- Indikatoren sind Messgrößen, die als Stellvertretergrößen für komplexe Gefüge einen möglichst einfachen und verständlichen Statusbericht über die Qualität einer Situation liefern. (vgl. Pfister et al. 1997)
- „Deshalb sollen Indikatoren ... allgemein als Kenngrößen definiert werden, die zur Abbildung ... eines bestimmten, nicht direkt messbaren und oftmals komplexen Sachverhalts (Indicandum) festgelegt werden.“ (Sandhövel 1999)

Barkmann zog diese Ansätze 2004 zu einer Formulierung zusammen, die die Eigenschaft eines Umweltindikators als methodisches Konstrukt hervorhebt (siehe Einleitung des Artikels).

## Unterschiedliche Ansätze
Die OECD etablierte in den 1980er Jahren einen Ansatz zur Dokumentation des Umweltzustandes in ihren Mitgliedsländern. Dieser sogenannte PSR-Ansatz (P: Pressure; S: State; R: Response) zielt dabei auf die Bereitstellung von vergleichbaren Daten zur Verbesserung der Umweltpolitik. Der PSR-Ansatz war damit von Beginn an mehr ein Instrument für die Umweltpolitik als ein wissenschaftliches Analysesystem. Dieser Ansatz geht davon aus, dass menschliche Aktivitäten Druck ausüben (Pressure) und den Umweltzustand (State) verändern. Ein weiterer Indikatorenbereich soll die durchgeführten Maßnahmen (Response) zur direkten oder indirekten Verbesserung des Umweltzustandes darstellen.
Die Europäische Umweltagentur (European Environment Agency, kurz EEA) erweiterte den PSR-Ansatz um zwei weitere Bereiche zum DPSIR-Ansatz. Hier verursachen oder verstärken die wirtschaftlichen Triebkräfte (D: Drivers) zunächst die Belastungsfaktoren. Die Veränderung des Umweltzustandes hat ihrerseits sowohl sozio-ökonomische wie auch biophysische Auswirkungen (I: Impacts).

## Beispiele für Umweltindikatoren

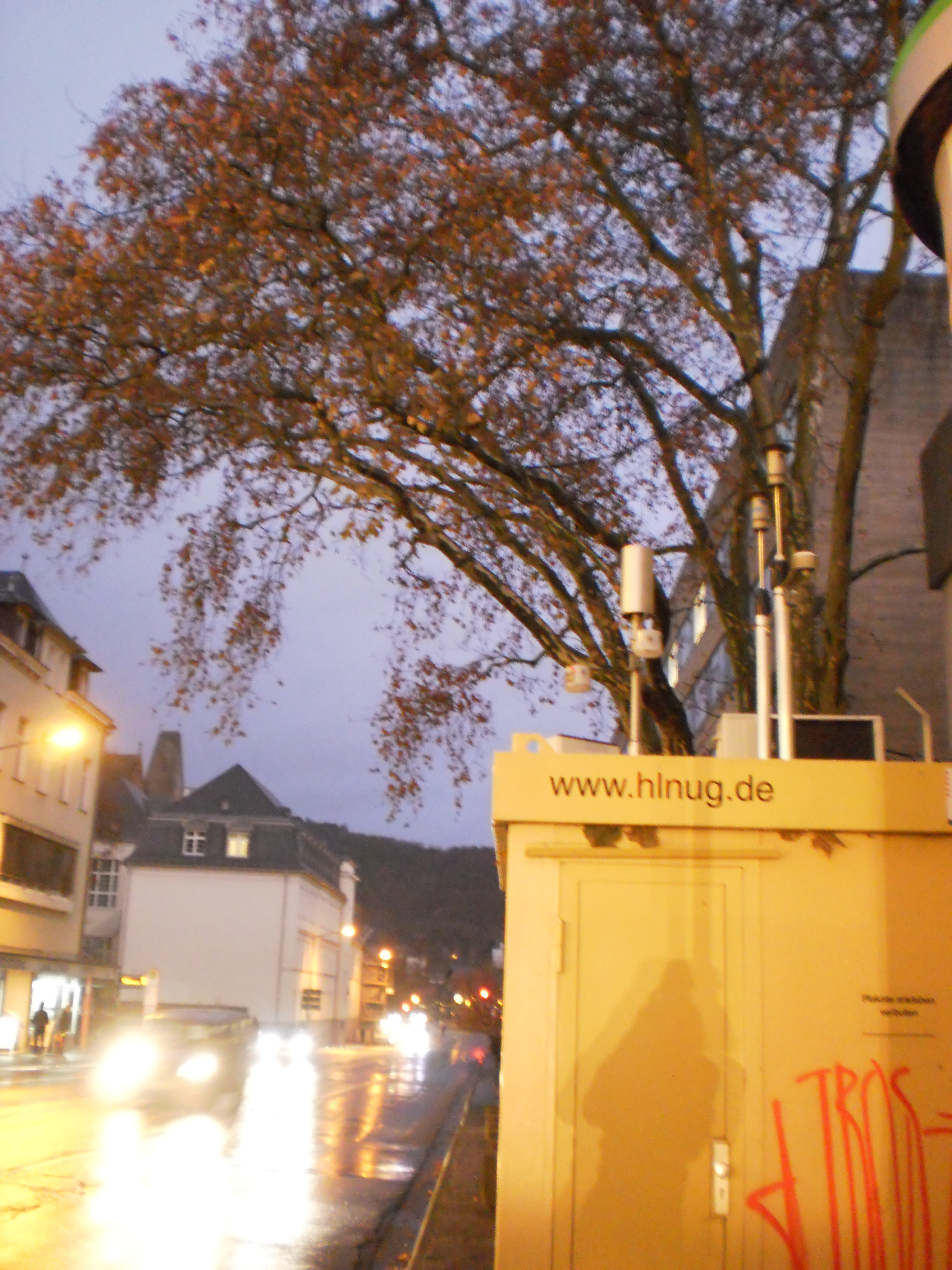
Verkehrsbezogene Messstation für ausgewählte Luftschadstoff-Parameter im Luftmessnetz Hessen

Typische Umweltindikatoren betreffen beispielsweise den Grad der Bodenerosion, die bebauten und versiegelten Flächen, Feinstaubbelastung und Stickoxide als Indikatoren für die Luftqualität, die Gewässergüte oder den Wasserverbrauch.

### Naturschutz
Im Naturschutz werden Umweltindikatoren beispielsweise eingesetzt, um den ökologischen Zustand, die ökologische Entwicklung oder mögliche Entwicklungspotenziale eines Gebietes zu erfassen. Bei der Bauleitplanung können sehr detaillierte Darstellungen verwendet werden, um die Bedrohung einzelner Tier- und Pflanzenarten zu untersuchen und daraus erforderliche Ausgleichsmaßnahmen zu entwickeln.

### Umweltberichterstattung
Umweltindikatoren können als Ergänzung zur qualitativen Umweltberichterstattung Vergleichszahlen bereitstellen, um Erfolge, Zustände und ungelöste Probleme der Umweltpolitik eines Landes oder einer Stadt aufzuzeigen. Beim Einsatz in der Umweltberichterstattung werden meist nicht einzelne Bioindikatoren eingesetzt, sondern ganze Indikatorensysteme. Die Veränderung eines Umweltindikators im Laufe der Jahre wird oftmals als Zeitreihe dargestellt, um Entwicklungen leicht ablesen zu können.
Aus der Gesamtbetrachtung mit anderen Indikatoren – etwa aus dem Verkehrsbereich die Zahl der Pkws oder das Verhältnis zwischen motorisiertem Individualverkehr und öffentlichem Verkehr (Modalsplit) – können weitergehende Aussagen gemacht werden. Diese Gesamtbetrachtung dient manchmal dazu, ein Ranking zwischen Städten und Regionen darzustellen, um einen Wettbewerb in der Umweltpolitik anzuregen. Die Verleihung des Titels Umwelthauptstadt Europas ist ein Beispiel dieses Wettbewerbs.

### Nachhaltigkeitsindikatoren
Zusammen mit Indikatoren für soziale und wirtschaftliche (ggf. auch institutionelle) Sachverhalte bilden Umweltindikatoren einen Kernbestandteil der Nachhaltigkeitsindikatoren. Im Jahr 2001 haben die Vereinten Nationen einen Satz von Nachhaltigkeitsindikatoren herausgegeben. Die EEA gibt seit einigen Jahren die Environmental Signals heraus, die Indikatoren aus bestimmten Wirtschafts- und Umweltbereichen zusammenstellt und teilweise auch in deutscher Sprache verfügbar sind. Im Jahr 2004 wurde in Deutschland von der Umweltministerkonferenz (UMK) ein gemeinsamer Satz von 24 umweltspezifischen Nachhaltigkeitsindikatoren (Umweltindikatoren) des Bundes und der Länder beschlossen, über den seit 2006 ungefähr alle zwei Jahre ein Erfahrungsbericht veröffentlicht wird.

## Einzelbelege
1. ↑  Jan Barkmann: Entwicklung von „angemessenen“ Indikatoren nachhaltiger Entwicklung für die strategische Steuerung eines Landesministeriums und für die Information der Öffentlichkeit: Beispielfall Schleswig-Holstein. In: H. Wiggering, F. Müller (Hrsg.): Umweltziele und Indikatoren. Wissenschaftliche Anforderungen an ihre Festlegung und Fallbeispiele. (= Geowissenschaften + Umwelt). Springer-Verlag, Berlin/ Heidelberg 2004, S. 575–605.
2. ↑  Glossar zu Umwelt- und Nachhaltigkeitsindikatoren. (PDF; 514 KB) Entwurf. In: databases.eucc-d.de. Statistisches Bundesamt, IVB3; BMU, G I 2, August 1999, S. 150 ff, abgerufen am 21. November 2021.
3. ↑  OECD Environmental Indicators (Memento vom 17. Dezember 2015 im Internet Archive) (PDF; 1898 kB)
4. ↑  EEA Signals. European Environment Agency, abgerufen am 21. November 2021 (englisch).
5. ↑  Dokumente. In: lanuv.nrw.de. Länderinitiative Kernindikatoren, abgerufen am 21. November 2021.